# Westmadepolder
De Westmadepolder was een polder en waterschap in de gemeente Monster, in de Nederlandse provincie Zuid-Holland.
Het waterschap was verantwoordelijk voor de drooglegging en de waterhuishouding in de polder.